# Comté de Woodbury
Le comté de Woodbury est un comté de l'État de l'Iowa aux États-Unis.
En 2000, sa population était de 103 877 habitants. Le siège du comté est Sioux City. 
Fondé en 1851 sous le nom de Wahkaw County, le législatif de l'Iowa le rebaptisa in 1853 en l'honneur de Levi Woodbury (1789-1851).

## Localités
| - Anthon - Bronson - Correctionville - Cushing | - Danbury - Hornick - Lawton - Moville | - Oto - Pierson - Salix - Sergeant Bluff | - Sioux City - Sloan - Smithland |